# Фишер, Хелен
Хе́лен Е. Фи́шер (англ. Helen E. Fisher; 31 мая 1945, Нью-Йорк, США — 17 августа 2024, Бронкс) — американский антрополог, исследователь человеческого поведения и автор методик самосовершенствования. Более 30 лет изучала романтическую межличностную аттракцию. Являлась ведущим экспертом по биологии любви и привлекательности.

## Биография
В 1968 году в Нью-Йоркском университете получила степень бакалавра гуманитарных наук по антропологии и психологии.
В 1972 году в Колорадском университете в Боулдере получила степень магистра гуманитарных наук по физической антропологии, культурной антропологии, лингвистике и археологии.
В 1975 году в Колорадском университете в Боулдере получила степень доктора философии по физической антропологии: антропогенез, приматология, сексуальная активность человека, стратегия размножения.
В 1981—1984 годы — научный сотрудник кафедры антропологии в Новой школе.
В июне 1984 — июне 1994 года — научный сотрудник Американского музея естественной истории.
В июне 1994 — июне 2000 года — научный сотрудник, в июне 2000—2003 годы — профессор-исследователь, в 2003—2012 годы — приглашённый научный сотрудник кафедры антропологии Ратгерского университета.
С октября 1996 года — сотрудник Центра изучения эволюции человека кафедры антропологии Ратгерского университета.
В 2005 году была привлечена к Match.com для разработки виртуальной службы знакомств Chemistry.com, где были использованы её исследования и опыт для создания основанной на гормонах и личностных особенностях соответствующих цветовых моделей.
В 2006—2008 годы являлась одним из основных спикеров на конференции TED.
30 января 2009 года принимала участие в специальной серии «Why Him? Why Her? The Science of Seduction» тележурнала 20/20, где обсуждались её самые последние исследования по химии мозга и романтической любви.
С октября 2013 года — старший научный сотрудник Института имени Кинси Индианского университета в Блумингтоне.
В 2014 году участвовала в съёмках документального фильма о разбитых сердцах и одиночестве «Не спящие в Нью-Йорке».
Умерла от рака в Бронксе 17 августа 2024 года в возрасте 79 лет.

## Исследования
Фишер отмечала, что ещё во время работы над докторской диссертацией она заметила одну общую особенность — стратегию воспроизводства.
В 2004 году в своей книге «Почему мы любим: природа и химия романтической любви» Фишер предположила, что у человечества есть три развивающиеся системы мозга, направленные на спаривание и размножение:
- похоть — половое влечение или либидо, также называемое борогодо́
- влюблённость — ранняя ступень сильной чувственной романтической любви
- привязанность — глубокие чувства союза с долговременным партнёром.

Фишер утверждает, что любовь может начаться с любого из этих чувств. Некоторые люди занимаются сексом с кем-то новым и влюбляются. Другие сначала влюбляются, а потом уже занимаются сексом. Третьи сначала стремятся обрести прочную привязанность, которая уже потом перерастает в роман или половое влечение. Но половое влечение стремится к спариванию с разнообразными партнёрами; романтическая любовь стремится сосредоточить свою энергию спаривания на одном отдельно взятом партнёре; привязанность направлена на то, чтобы человек образовал парную связь с партнёром с целью прожить жизнь вместе.
Она обсуждает многие чувства сильной романтической любви, говоря что они начинаются тогда, когда влюблённый осознаёт «особый смысл». Тогда он или она сосредоточиваются на своём избраннике. Люди могут перечислить вещи, которые им не нравятся в их партнёре, но они их отметают, чтобы видеть только то, что им нравится. Чувственное напряжение, восторг, перепады настроения, эмоциональная зависимость, разлука, собственничество, физические реакции, включая учащённое сердцебиение, затруднённое дыхание и жажда: Фишер отмечает, что всё завязано на этом чувстве. Но наиболее важным  является навязчивое мышление. Или, как она говорит: «Некто засел у вас в голове».
Фишер и её коллеги занимались изучением романтической любви посредством применения функциональной магнитно-резонансной томографии для сканирования головного мозга сорока девяти мужчин и женщин: семнадцать влюблённых, пятнадцать покинутых и семнадцать тех, что продолжает любить, прожив в совместном браке двадцать один год. Одна из главных идей заключалась в том, что романтическая любовь является куда более сильным побудителем, чем секс. Как говорит Фишер: «В конце концов, если вы невзначай предложите лечь в кровать вместе с вами и получите отказ, вы не впадёте в депрессию, не совершите самоубийство или убийство, но во всём мире люди ужасно страдают от романтического крушения».
Фишер утверждает, что приём некоторых антидепрессантов может способствовать снижению как чувства романтической любви и привязанности, так и полового влечения.
Опираясь на проведённое сканирование головного мозга тех участников эксперимента, кто был влюблён, Фишер пишет в своей книге о различиях мужского и женского мозга. В среднем мужчины, как правило, показывали большую активность в тех областях мозга, которые отвечают за зрение, в то время, как у женщин эта же активность проявлялась в тех участках, где происходит вызов памяти. Фишер предполагает, что эти различия связаны с различными эволюционными силами, руководящими выбором супруга. В первобытном обществе и сегодня мужчина стремится убедиться в том, что внешне его вероятная будущая спутница жизни здорова и находится в детородном возрасте, чтобы воспроизвести и воспитывать потомство. Но, в свою очередь, женщина не способна понять по внешности мужчины будет ли он хорошим мужем и отцом; она должна помнить своё прошлое поведение, достижения и промахи — воспоминания, которые могут помочь ей правильно определиться с будущим мужем и отцом детей.
В 2006 году Фишер в статье «Любовь — химическая реакция», помещённой журналом National Geographic в качестве заглавной, представила новые данные исследований с применением функциональной магнитно-резонансной томографии, которые показали, что вентральная область покрышки и хвостатое ядро активируются, когда люди испытывают любовь.

## Четыре стиля мышления и поведения
Фишер различает четыре широких биологически обусловленных стиля мышления и поведения, которые она соотносит с четырьмя широкими нейрохимическими системами. Она подчёркивает, что это не «типы», а неповторимые сочетания всех из них.
Фишер попыталась объединить платонические стили мышления с типами темперамента Дэвида Кейрси:
- Исследователь (созидательный; темперамент ремесленника[англ.]; жёлтый) = допамин
- Строитель (целесообразный; темперамент стражника[англ.]; синий) = серотонин
- Начальник (рассудительный; темперамент мыслителя[англ.]; красный) = тестостерон
- Переговорщик (интуитивный; темперамент идеалиста[англ.]); зелёный) = эстроген/окситоцин

## Научные труды

### Монографии
- Fisher, Helen. The Sex Contract – the Evolution of Human Behavior (англ.). — Quill, 1983. — ISBN 0-688-01599-9.
- Fisher, Helen. Anatomy of Love – a Natural History of Mating, Marriage, and Why We Stray (англ.). — Quill, 1993. — ISBN 0-449-90897-6.
- Fisher, Helen. The First Sex – the Natural Talents of Women and How They are Changing the World (англ.). — Random House, 1999. — ISBN 0-679-44909-4.
- Fisher, Helen. Why We Love: The Nature and Chemistry of Romantic Love (англ.). — Henry Holt, 2004. — ISBN 0-8050-7796-0.
- Fisher, Helen. Why Him? Why Her?: Finding Real Love By Understanding Your Personality Type (англ.). — Henry Holt USA-Canada, 2009. — ISBN 0-8050-8292-1.
- Fisher, Helen. Why Him? Why Her?: Finding Real Love By Understanding Your Personality Type (англ.). — Oneworld Publications UK-Commonwealth, 2009. — ISBN 978-1-85168-698-8.

### Статьи
- Fisher H. The Nature of Romantic Love // The Journal of National Institutes of Health Research. — National Institutes of Health, 1994. — Vol. 6, № 4. — P. 59-64. (Reprinted in Annual Editions: Physical Anthropology, Spring 1995)
- Fisher H. Lust, Attraction, and Attachment in Mammalian Reproduction // Human Nature[англ.]. — 1998. — Vol. 9, № 1. — P. 23-52.
- Fisher H. The Sex Slave Trade: Biological Imperatives, Cultural Trends and the Coming Empowerment of Women // Hastings Women's Law Journal. — Hastings College of the Law[англ.], University of California, 2002. — Vol. 13, № 1. — P. 21-29.
- Fisher H., Aron A., Mashek D., Strong G., Li H., Brown L. L. Defining the Brain Systems of Lust, Romantic Attraction and Attachment // Archives of Sexual Behavior. — International Academy of Sex Research[англ.], 2002. — Vol. 31, № 5. — P. 413-419.
- Fisher H., Aron A., Mashek D., Strong G., Li H., Brown L. L. The Neural Mechanisms of Mate Choice: A Hypothesis // Neuroendocrinology Letters. — 2002. — Vol. 23. — P. 92-97.
- Fisher H. The Natural Leadership Talents of Women // Enlightened Power: How Women Are Transforming the Practice of Leadership / L. Coughlin, E. Wingard and K. Hollihan (Eds). — San Francisco: Jossey Bass, 2005. — P. 133-140.
- Aron A., Fisher H., Mashek D., Strong G., Li H., Brown L. L. Reward, Motivation and Emotion Systems Associated with Early-Stage Intense Romantic Love:an fMRI study // Journal of Neurophysiology[англ.]. — 2005. — Vol. 94. — P. 327-337.
- Fisher H., Aron A., Mashek D., Strong G., Li H., Brown L. L. Motivation and emotion systems associated with romantic love following rejection: an fMRI study // Program No. 660.7. Abstract Viewer/Itinerary Planner. — Washington, DC: Society for Neuroscience, 2005.
- Meloy J. R., Fisher H. Some Thoughs on the Neurobiology of Stalking // Journal of Forensic Sciences. — 2005. — Vol. 50, № 6. — P. 1472-1480.
- Fisher H., Aron A., Brown L. L. Romantic Love: An fMRI study of a neural mechanism for mate choice // Journal of Comparative Neurology[англ.]. — 2005. — Vol. 493. — P. 58-62.
- Fisher H. Broken Hearts: The Nature and Risks of Romantic Rejection // Romance and Sex in Adolescence and Emerging Adulthood: Risks and Opportunities / A. Booth and C. Crouter (Eds). — New Jersey: Lawrence Erlbaum Associates, 2006.
- Fisher H. Lost Love: The Nature of romantic rejection // Cut Loose: (mostly) midlife and older women on the end of (mostly) long-term relaionships / Nan Bauer-Maglin (Ed.). — New Jersey: Rutgers University Press, 2006. — P. 182-195.
- Fisher H. The Drive to Love: The neural mechanism for mate choice // The New Psychology of Love / RJ Sternberg and K Weis (Eds.). — 2nd Edition. — New Haven: Yale University Press, 2006. — P. 87-110.
- Fisher H., Aron A., Brown L. L. Romantic Love: A Mammalian Brain System for Mate Choice // The Neurobiology of Social Recognition, Attraction and Bonding, Ed. Keith Kendrick, Philosophical Transactions of the Royal Society: Biological Sciences. — Vol. 361. — P. 2173-2186. — doi:10.1098/rstb.2006.1938.
- Fisher H., Thomson Jr. J. A. Lust, Romance, Attraction, Attachment: Do the side-effects of serotonin-enhancing antidepressants jeopardize romantic love, marriage and fertility? // Evolutionary Cognitive Neuroscience / S. M. Platek, J. P. Keenan and T. K. Shakelford (Eds.). — Cambridge: MIT Press, 2007. — P. 245-283.
- Aceveda B., Fisher H., Aron A., Brown L. L. Neural correlates of long-term pair-bonding in a sample of intensely in-love humans // Poster Session, Society for Neuroscience, annual meeting. — 2008. — № 297.
- Fisher H., Brown L. L., Aron A., Strong G., Mashek D. Reward, Addiction, and Emotion Regulation Systems Associated With Rejection in Love // Journal of Neurophysiology[англ.]. — 2010. — Vol. 104. — P. 51-60. — doi:10.1152/jn.00784.2009.
- Fisher H., Rich J., Island H. D., Marchalik D., Silver L., Zava D. Four Primary Temperament Dimensions // Poster in Session Division 06, # ind100247, at the annual meeting of the American Psychological Association, San Diego, August 14, 2010. — 2010.
- Fisher H., Rich J., Island H. D., Marchalik D., Silver L., Zava D. Four Primary Temperament Dimensions in the Process of Mate Choice // Poster in Session Division 06, # ind100727, at the annual meeting of the American Psychological Association, San Diego, August 14, 2010. — 2010.
- Fisher H., Rich J., Island H. D., Marchalik D. The Second to Fourth Digit Ratio: A Measure of Two Hormonally-based Temperament Dimensions // Personality and Individual Differences. — 2010. — Vol. 49, № 7. — P. 773-777.
- Tsapelas I, Fisher H., Aron A. Infidelity: When, Where, Why // The Dark Side of Close Relationships II / W. R. Cupach and B. H. Spitzberg. — New York: Routledge, 2010. — P. 175-196.
- Acevedo B., Aron A., Fisher H., Brown L. L. Neural correlates of long-term intense romantic love // Social Cognitive and Affective Neuroscience Advance Access. — 05.01.2011.
- Acevedo B., Aron A., Fisher H., Brown L. L. Neural Correlates of Marital Satisfaction and Well-being: Reward, Empathy, and Affect // Clinical Neuropsychiatry. — 2012. — Vol. 9, № 1. — P. 20-31.
- Pfaff D. W., Fisher H. Generalized Brain Arousal Mechanisms and other Biological, Environmental and Psychological Mechanisms that Contribute to Libido // From the Couch to the Lab: Trends in Neuropsychoanalysis / A. Fotopoulou, D. W. Pfaff and M. A. Conway (Eds). — Cambridge: Cambridge University Press, 2012. — P. 65-84.
- Fisher H. We have chemistry! The Role of Four Primary Temperament Dimensions in Mate Choice and Partner Compatibility // The Psychotherapist. — 2012. — № 52. — P. 8-9.
- Fisher H. Neural Correlates of Four Broad Temperament Dimensions: Testing Predictions for a Novel Construct of Personality // Plos One. — 2013. — Vol. 8, № 11.
- Fisher H., Island H. D., Rich J., Marchalik D., Brown L. L. Four broad temperament dimensions: description, convergent validation correlations, and comparison with the Big Five // Front. Psychol.. — 2015. — doi:10.3389/fpsyg.2015.01098.

### Издания на русском языке
- Фишер Х. Почему мы любим: природа и химия романтической любви = Why We Love: The Mature and Chemistry of Romantic Love / пер. с англ. Е. И. Милицкая. — М.: Альпина нон-фикшн, 2012. — 319 с. — 5000 экз. — ISBN 978-5-91671-212-4.
- Фишер Х. Формула любви. Ключ к успешным отношениям = Why Him? Why Her?: Finding Real Love By Understanding Your Personality Type / пер. с англ. Д. В. Кобриной. — М.: Эксмо, 2013. — 430 с. — (Все оттенки любви). — 4000 экз. — ISBN 978-5-699-56928-1.
- Фишер Х. Алхимия любви. Формула успешных отношений / пер. с англ. Д. В. Кобриной. — 2014. — 430 с. — (Выбор редакции. Весенние перемены). — 5000 экз. — ISBN 978-5-699-70140-7.